# Norrköpings enskilda bank

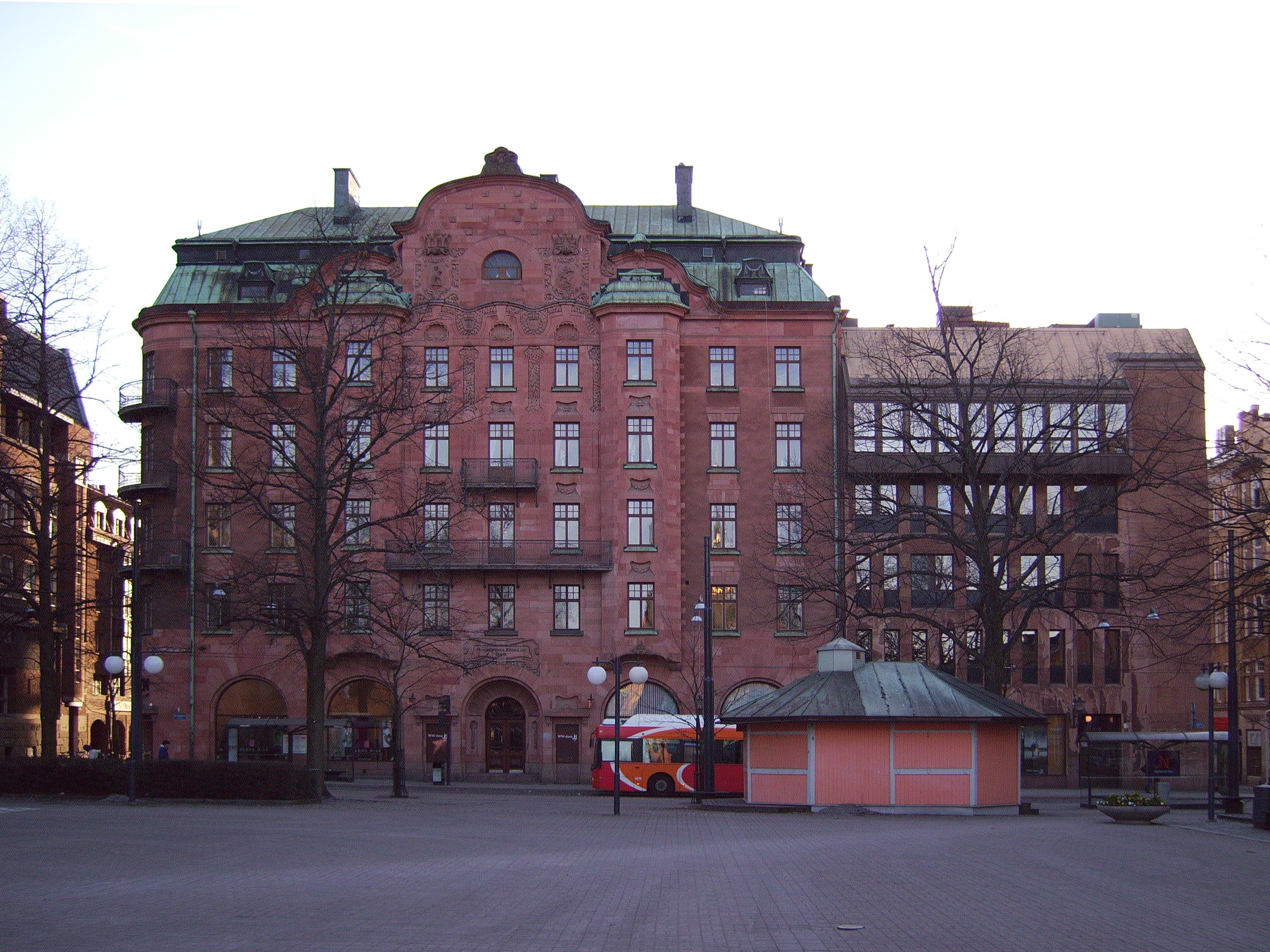
Bankpalatset vid Tyska torget i Norrköping

Norrköpings enskilda bank var en svensk affärsbank som grundades 1857 med huvudkontor i Norrköping. Åren 1899-1902 uppfördes efter Gustaf Wickmans ritningar ett bankpalats i jugendstil i röd sandsten vid Tyska torget. 
År 1927 slogs banken samman med Östergötlands enskilda bank.